# Funkoff
I Funkoff (talvolta anche Funk Off) sono una marching band nata a Vicchio (FI) nel 1998, da un'idea del sassofonista Dario Cecchini.
Alla matrice di origine bandistica, i Funkoff uniscono ritmi diversi, fondendo funky, soul, jazz, latin e rock, creando un interessante mix musicale energico e peculiare. Sono ispirati dalla tradizione delle street band di New Orleans e da artisti come Maceo Parker, James Brown e quelli Motown. Ritmi e sonorità differenti tra loro si mescolano e si fondono in strutture armoniche e formali, in cui lo spazio lasciato all'improvvisazione è spesso inserito in contesti compositivi di ricerca, senza preclusioni di stile e sonorità. Il progetto ha tra le sue caratteristiche quella di far sempre accompagnare alla musica delle coreografie originali, per cui i musicisti mentre suonano, vanno in parade o cantano sul palco, ballano.
Hanno oltre 500 concerti al loro attivo e sono stati band ufficiali dell'Umbria Jazz ed Umbria Jazz Winter in più edizioni.

## Formazione
- Dario Cecchini (sax baritono, flauto e direzione musicale)
- Paolo Bini (tromba, voce)
- Emiliano Bassi (tromba)
- Mirco Rubegni (tromba)
- Tiziano Panchetti (sax alto)
- Sergio Santelli (sax alto)
- Andrea Pasi (sax tenore)
- Matteo Giulattini (sax tenore) fino al 2004
- Claudio Giovagnoli (sax tenore) dal 2004
- Giacomo Bassi (sax baritono)
- Nicola Cipriani (sax baritono)
- Mario Rossi (sousaphone) fino al 2004
- Giordano Geroni (sousaphone) dal 2005
- Francesco Bassi (rullante e coordinamento sezione ritmica)
- Alessandro Suggelli (cassa)
- Luca Bassani (piatti)
- Daniele Bassi (percussioni leggere)

## Collaborazioni
I Funkoff hanno collaborato con: David Liebman, Paolo Fresu, Antonello Salis, Maurizio Giammarco, Marco Tamburini, Gianluca Petrella, Gegè Telesforo, Francesco Cafiso, Daniele Scannapieco, Rudy Migliardi, Crystal White, Simone Cristicchi, Saturnino, Gino Paoli. Irene Grandi, Raphael Gualazzi, Alexia.

## Discografia
- 2001 - Uh Yeah! (autoprodotto)
- 2003 - Little Beat (autoprodotto)
- 2007 - Jazz On (Blue Note)
- 2010 - Una banda così (My Favorite Records)
- Raccolta A Story of Jazz vol. 6 (Blue Note)
- Raccolta Blue Note at Umbria Jazz vol. 2
- 2013 - Power to the Music (Universal)
- 2021 - Groovin' with Paoli con Gino Paoli (Parco della Musica Records)